# Bulbophyllum mastersianum
Bulbophyllum mastersianum är en orkidéart som först beskrevs av Robert Allen Rolfe, och fick sitt nu gällande namn av Johannes Jacobus Smith. Bulbophyllum mastersianum ingår i släktet Bulbophyllum och familjen orkidéer. Inga underarter finns listade i Catalogue of Life.

## Bilder

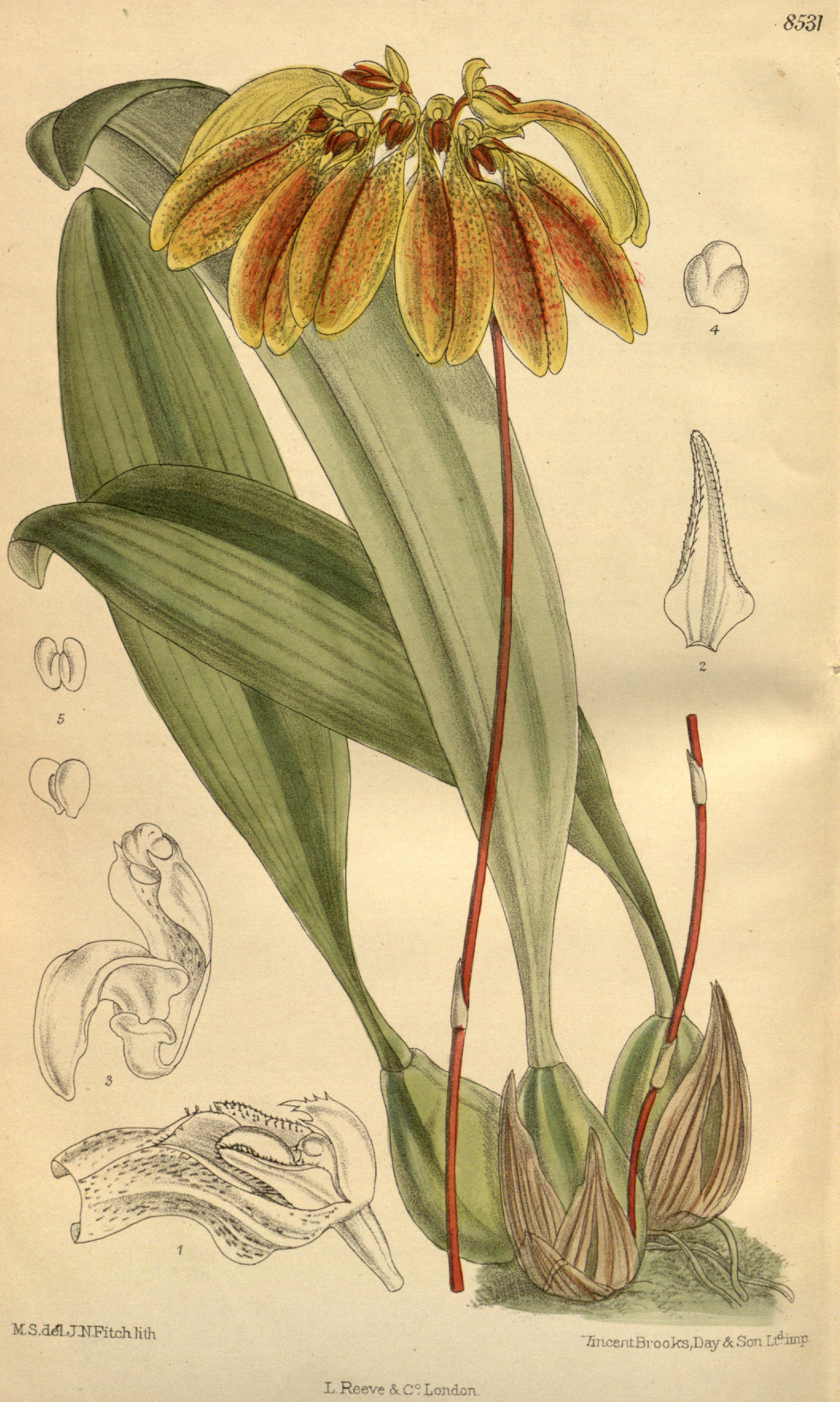
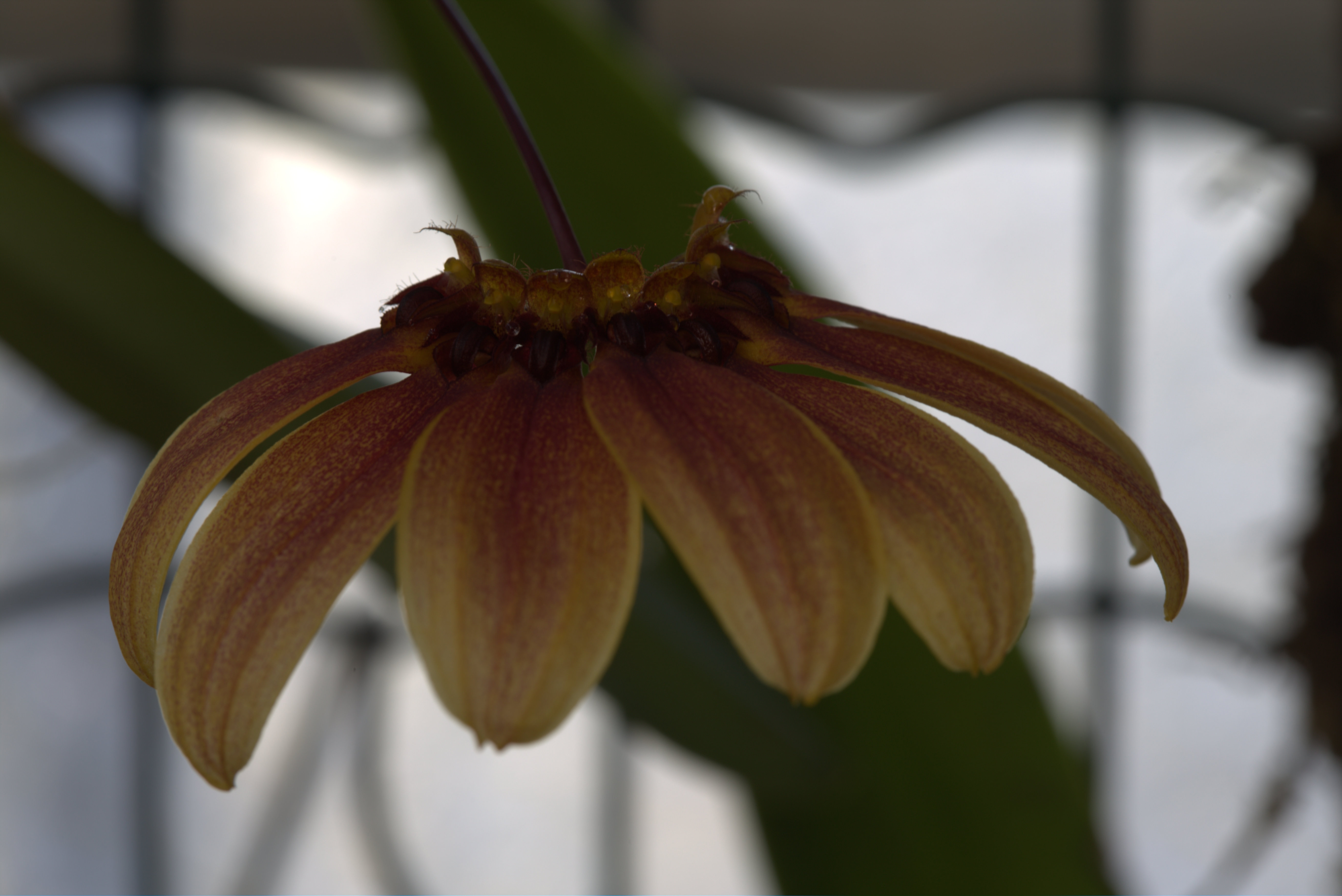